# Bur Dubaï

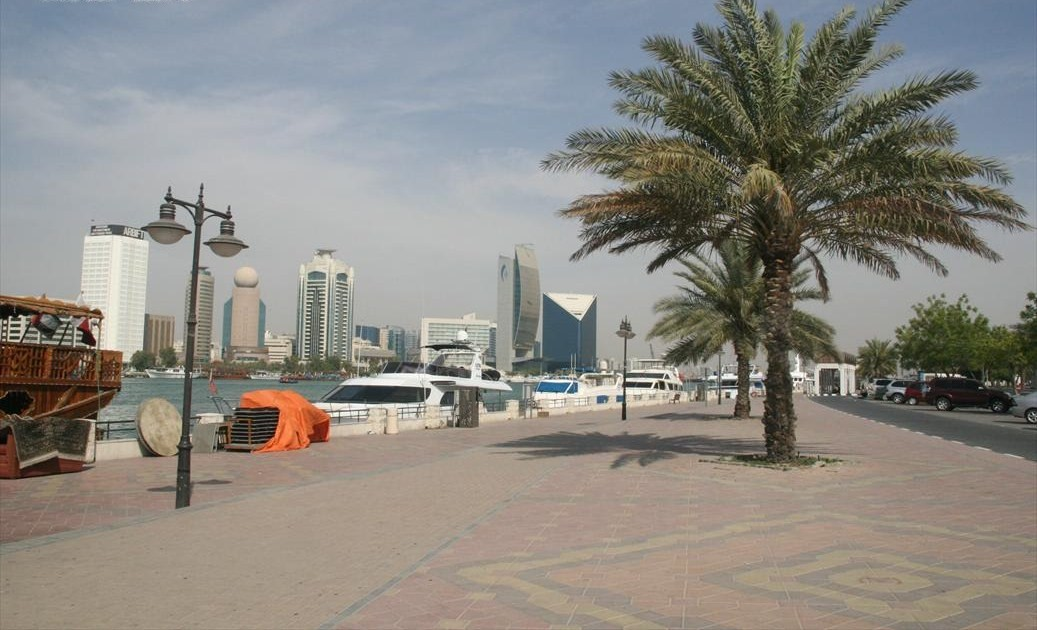
La crique de Bur Dubai, face à Deira.

Bur Dubai (en arabe : بر دبي) est un quartier historique de Dubaï, aux Émirats arabes unis, situé sur le côté ouest de la crique de Dubaï. Le nom se traduit littéralement par la partie continentale de Dubaï, une référence à la séparation traditionnelle de la zone Bur Dubai de Deira par la Dubai Creek. C'est parce que Bur Dubai se composait historiquement de tous les districts entre la rive ouest du ruisseau et Jumeirah. La Cour du souverain est située dans le quartier adjacent à la Grande Mosquée.  
Le quartier abrite plusieurs mosquées, dont la Grande Mosquée avec le plus haut minaret de la ville et la mosquée iranienne carrelée de bleu. Le seul temple hindou du pays est situé entre la Grande Mosquée et le ruisseau. 

## Galerie d'images

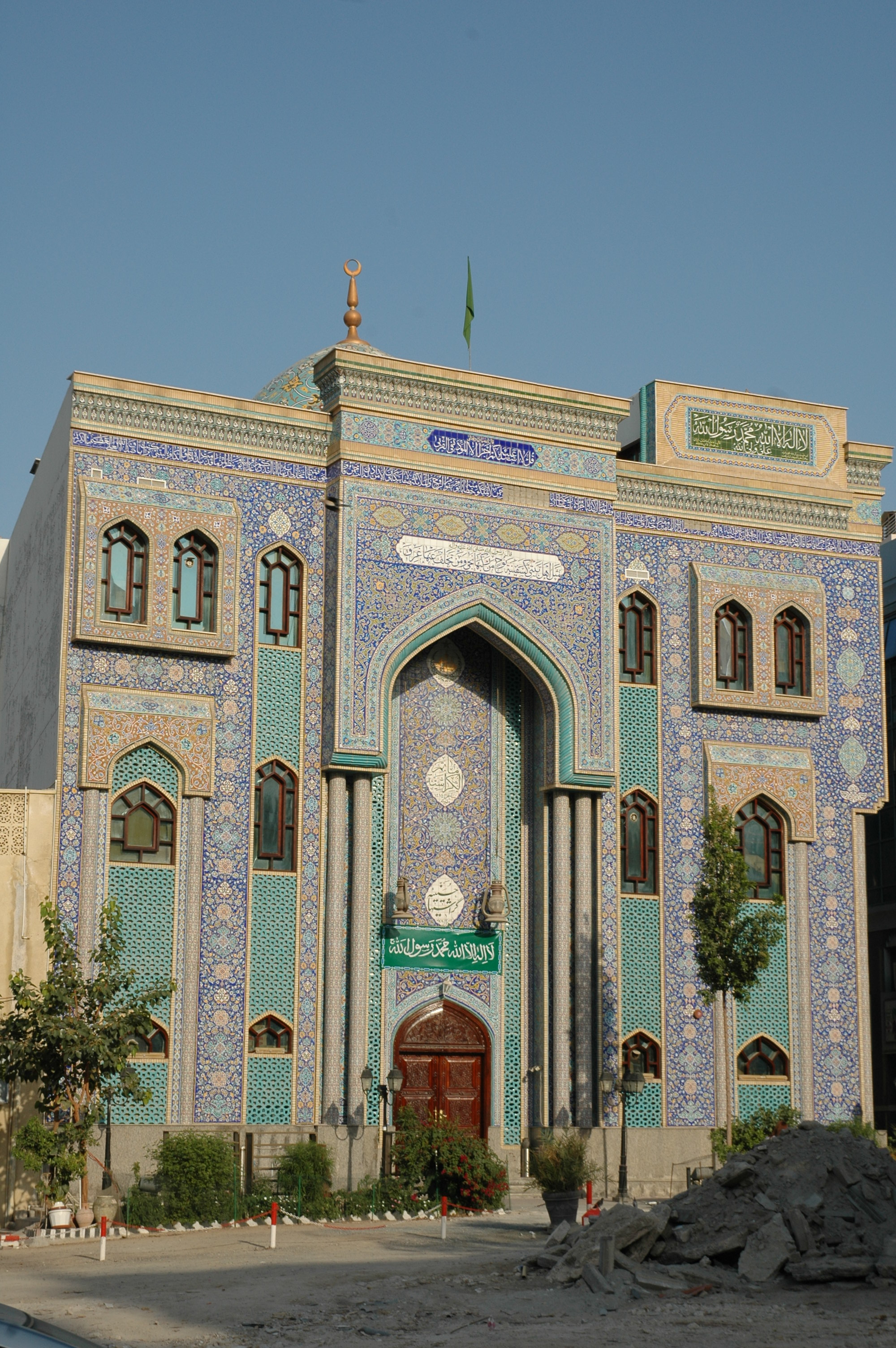
La mosquée iranienne Hosainia
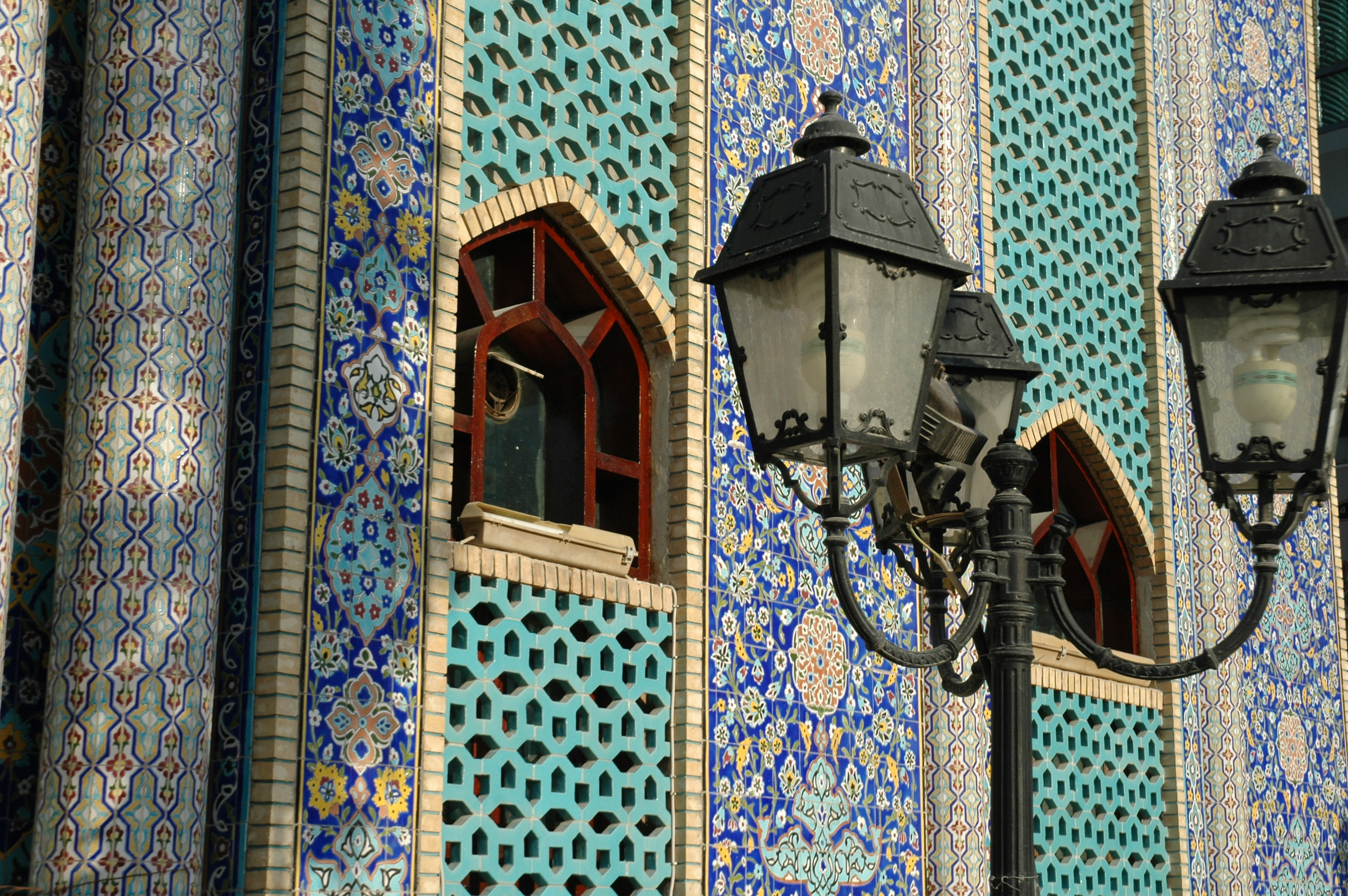
Détail de la mosquée iranienne